# 索恩河畔塞和圣阿尔班
索恩河畔塞和圣阿尔班（法語：Scey-sur-Saône-et-Saint-Albin，法語發音：[sɛ syʁ son e sɛ̃.t‿albɛ̃]）是法国上索恩省的一个市镇，属于沃苏勒区。该市镇于1807年由原市镇索恩河畔塞（Scey-sur-Saône）和村庄圣阿尔班（Saint-Albin）合并而成。

## 地理
索恩河畔塞和圣阿尔班（47°40'0"N, 5°58'13"E）面积28.25 平方千米，位于法国勃艮第-弗朗什-孔泰大區上索恩省，该省份为法国东部内陆省份，北起顺时针与孚日省、贝尔福地区省、杜省、汝拉省、科多尔省和上马恩省接壤。
与索恩河畔塞和圣阿尔班接壤的市镇（或旧市镇、城区）包括：阿尔伯塞、沙塞莱塞、孔夫拉库尔、费里耶尔莱塞、拉讷韦勒莱塞、奥旺什、索恩港。
索恩河畔塞和圣阿尔班的时区为UTC+01:00、UTC+02:00（夏令时）。

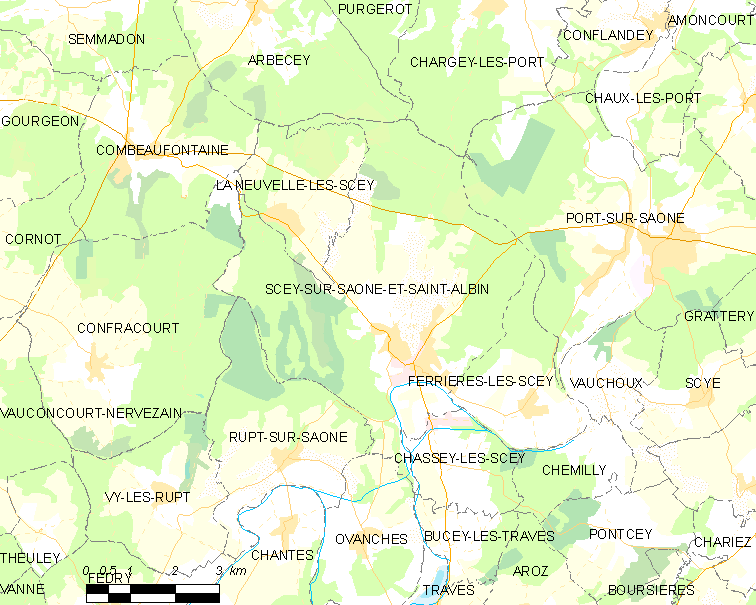
索恩河畔塞和圣阿尔班的OSM定位图

## 行政
索恩河畔塞和圣阿尔班的邮政编码为70360，INSEE市镇编码为70482。

## 政治
索恩河畔塞和圣阿尔班所属的省级选区为索恩河畔塞和圣阿尔班县，同时也是该县的中央投票站所在地。

## 人口

1962-2008年间索恩河畔塞和圣阿尔班人口变化图示

索恩河畔塞和圣阿尔班于2022年1月1日时的人口数量为1528人。